# Hesperolus wheeleri
Hesperolus wheeleri är en mångfotingart som beskrevs av Chamberlin 1918. Hesperolus wheeleri ingår i släktet Hesperolus och familjen Atopetholidae. Inga underarter finns listade i Catalogue of Life.